# Сент Луис
Сент Луис (енгл. St. Louis) независни град је у америчкој савезној држави Мисури. Смештен је дуж западне обале реке Мисисипи, која исто тако означава границу са Илиноисом. Река Мисури се спаја са реком Мисисипи непосредно северно од града. Ове две реке се комбинују да формирају четврти речни систем по величини на свету. Према попису из 2020. у граду је живело 301.578 становника. Он је културни и економски центар метрополитенске области Сент Луис (која је дом за скоро 3.000.000 људи), што је највећа метрополитенска област у Мисурију, а друга по величини у Илиноису (након Чикага), и 22. по величини у Сједињеним Државама. Град је назван по Лују IX. Град је познат као „Капија Запада”, „град пролаза”, „град насипа”, , „Рим запада”, и речни град.
Пре европског насељавања, ова област је била регионални центар урођеничке мисисипијске културе. Град Сент Луис су основали 1764. године француски трговци крзнима Пјер Лаклид и Огист Шото. Године 1764, након француског пораза у Седмогодишњем рату, подручје је уступљено Шпанији, а враћено је Француској 1800. Године 1803, Сједињене Државе су стекле ову територију као део куповине Луизијане. Током 19. века, Сент Луис је постао важна лука на реци Мисисипи; у време пописа из 1870. године, он је био четврти по величини град у земљи. Он се одвојио од округа Сент Луис 1877. године, постао независан град и ограничио сопствене политичке границе. Године 1904, у овом граду је одржана Изложба куповине Луизијане, а у њему су одржане и Летње олимпијске игре 1904.

## Географија

### Клима
| Клима Сент Луиса, Мисури (Међународни аеродром Ламберт–Сент Луис), 1981−2010 нормале, екстреми 1874−садашњост | Клима Сент Луиса, Мисури (Међународни аеродром Ламберт–Сент Луис), 1981−2010 нормале, екстреми 1874−садашњост | Клима Сент Луиса, Мисури (Међународни аеродром Ламберт–Сент Луис), 1981−2010 нормале, екстреми 1874−садашњост | Клима Сент Луиса, Мисури (Међународни аеродром Ламберт–Сент Луис), 1981−2010 нормале, екстреми 1874−садашњост | Клима Сент Луиса, Мисури (Међународни аеродром Ламберт–Сент Луис), 1981−2010 нормале, екстреми 1874−садашњост | Клима Сент Луиса, Мисури (Међународни аеродром Ламберт–Сент Луис), 1981−2010 нормале, екстреми 1874−садашњост | Клима Сент Луиса, Мисури (Међународни аеродром Ламберт–Сент Луис), 1981−2010 нормале, екстреми 1874−садашњост | Клима Сент Луиса, Мисури (Међународни аеродром Ламберт–Сент Луис), 1981−2010 нормале, екстреми 1874−садашњост | Клима Сент Луиса, Мисури (Међународни аеродром Ламберт–Сент Луис), 1981−2010 нормале, екстреми 1874−садашњост | Клима Сент Луиса, Мисури (Међународни аеродром Ламберт–Сент Луис), 1981−2010 нормале, екстреми 1874−садашњост | Клима Сент Луиса, Мисури (Међународни аеродром Ламберт–Сент Луис), 1981−2010 нормале, екстреми 1874−садашњост | Клима Сент Луиса, Мисури (Међународни аеродром Ламберт–Сент Луис), 1981−2010 нормале, екстреми 1874−садашњост | Клима Сент Луиса, Мисури (Међународни аеродром Ламберт–Сент Луис), 1981−2010 нормале, екстреми 1874−садашњост | Клима Сент Луиса, Мисури (Међународни аеродром Ламберт–Сент Луис), 1981−2010 нормале, екстреми 1874−садашњост |
| Показатељ \ Месец                                                                                             | .Јан. | .Феб. | .Мар. | .Апр. | .Мај. | .Јун. | .Јул. | .Авг. | .Сеп. | .Окт. | .Нов. | .Дец. | .Год. |
| --- | --- | --- | --- | --- | --- | --- | --- | --- | --- | --- | --- | --- | --- |
| Апсолутни максимум, °C (°F)                                                                                   | 25 (77) | 29 (85) | 33 (92) | 34 (93) | 37 (98) | 42 (108) | 46 (115) | 43 (110) | 40 (104) | 34 (94) | 30 (86) | 24 (76) | 46 (115) |
| Средњи максимум, °C (°F)                                                                                      | 17,8 (64,1)                                                                                                   | 21 (69,8) | 26,8 (80,2)                                                                                                   | 30,4 (86,7)                                                                                                   | 31,9 (89,4)                                                                                                   | 34,9 (94,8)                                                                                                   | 36,9 (98,5)                                                                                                   | 37,4 (99,3)                                                                                                   | 33,7 (92,7)                                                                                                   | 29,8 (85,7)                                                                                                   | 24,2 (75,6)                                                                                                   | 18,3 (65,0)                                                                                                   | 38 (100,4) |
| Максимум, °C (°F)                                                                                             | 4,4 (39,9) | 7,2 (45,0) | 13,3 (55,9)                                                                                                   | 19,7 (67,4)                                                                                                   | 24,6 (76,3)                                                                                                   | 29,5 (85,1)                                                                                                   | 31,7 (89,1)                                                                                                   | 31,1 (87,9)                                                                                                   | 26,8 (80,2)                                                                                                   | 20,3 (68,5)                                                                                                   | 13,1 (55,5)                                                                                                   | 5,8 (42,5) | 19 (66,2) |
| Просек, °C (°F)                                                                                               | −0,1 (31,8)                                                                                                   | 2,4 (36,3) | 7,9 (46,3) | 14,1 (57,3)                                                                                                   | 19,3 (66,8)                                                                                                   | 24,4 (75,9)                                                                                                   | 26,7 (80,0)                                                                                                   | 25,9 (78,6)                                                                                                   | 21,3 (70,4)                                                                                                   | 14,8 (58,7)                                                                                                   | 8,2 (46,8) | 1,5 (34,7) | 13,9 (57,0)                                                                                                   |
| Минимум, °C (°F)                                                                                              | −4,6 (23,7)                                                                                                   | −2,4 (27,6)                                                                                                   | 2,6 (36,6) | 8,4 (47,2) | 14 (57,2) | 19,3 (66,8)                                                                                                   | 21,7 (71,0)                                                                                                   | 20,8 (69,4)                                                                                                   | 15,9 (60,6)                                                                                                   | 9,4 (49,0) | 3,4 (38,1) | −2,8 (26,9)                                                                                                   | 8,8 (47,9) |
| Средњи минимум, °C (°F)                                                                                       | −15,4 (4,2)                                                                                                   | −13,3 (8,0)                                                                                                   | −7,6 (18,4)                                                                                                   | −0,3 (31,5)                                                                                                   | 6,2 (43,2) | 12,4 (54,3)                                                                                                   | 15,7 (60,3)                                                                                                   | 15 (59,0) | 7,1 (44,8) | 0,8 (33,5) | −5,3 (22,4)                                                                                                   | −13,6 (7,5)                                                                                                   | −18,8 (−1,8)                                                                                                  |
| Апсолутни минимум, °C (°F)                                                                                    | −30 (−22) | −28 (−18) | −21 (−5) | −7 (20) | −1 (31) | 6 (43) | 11 (51) | 8 (47) | 0 (32) | −6 (21) | −17 (1) | −27 (−16) | −30 (−22) |
| Количина падавинаmm (in)                                                                                      | 61 (2,40) | 56,9 (2,24)                                                                                                   | 84,3 (3,32)                                                                                                   | 93,7 (3,69)                                                                                                   | 119,9 (4,72)                                                                                                  | 108,7 (4,28)                                                                                                  | 104,4 (4,11)                                                                                                  | 75,9 (2,99)                                                                                                   | 79,5 (3,13)                                                                                                   | 84,6 (3,33)                                                                                                   | 99,3 (3,91)                                                                                                   | 72,1 (2,84)                                                                                                   | 1.040,4 (40,96)                                                                                               |
| Количина снега, cm (in)                                                                                       | 14,2 (5,6) | 10,9 (4,3) | 5,8 (2,3) | 1 (0,4) | 0 (0) | 0 (0) | 0 (0) | 0 (0) | 0 (0) | 0 (0) | 1,8 (0,7) | 11,2 (4,4) | 45 (17,7) |
| Дани са падавинама (≥ 0.01 in)                                                                                | 8,9 | 8,0 | 10,3 | 11,3 | 11,9 | 10,0 | 8,9 | 8,2 | 7,4 | 8,7 | 9,6 | 9,4 | 112,6 |
| Дани са снегом (≥ 0.1 in)                                                                                     | 4,7 | 3,4 | 1,7 | 0,3 | 0 | 0 | 0 | 0 | 0 | 0 | 0,7 | 3,7 | 14,5 |
| Релативна влажност, %                                                                                         | 73,0 | 72,0 | 68,3 | 63,5 | 66,5 | 67,1 | 68,0 | 70,0 | 71,6 | 68,7 | 72,2 | 75,8 | 69,7 |
| Сунчани сати — месечни просек                                                                                 | 161,2 | 158,3 | 198,3 | 223,5 | 266,5 | 291,9 | 308,9 | 269,8 | 236,1 | 208,4 | 140,9 | 129,9 | 2.593,7 |
| Сунчано време — месечни проценти                                                                              | 53 | 53 | 53 | 56 | 60 | 66 | 68 | 64 | 63 | 60 | 47 | 44 | 58 |
| Извор: (релативна влажности и сунчаност 1961−1990)                                                            | | | | | | | | | | | | | |

## Становништво
| Расна композиција                   | 2017 (процена) | 2010  | 2000  | 1990  | 1970  | 1940  |
| ----------------------------------- | -------------- | ----- | ----- | ----- | ----- | ----- |
| Белци                               | 47,2% (проц.)  | 43,9% | 43,9% | 50,9% | 58,7% | 86,6% |
| — Нехиспано                         | 43,9% (проц.)  | 42,2% | 43,0% | 50,2% | 57,9% | 86,4% |
| Црнци                               | 46,4% (проц.)  | 49,2% | 51,2% | 47,5% | 40,9% | 13,3% |
| Хиспано или латино (било које расе) | 4,0% (проц.)   | 3,5%  | 2,0%  | 1,3%  | 1,0%  | 0,2%  |
| Азијци                              | 3,4% (проц.)   | 2,9%  | 2,0%  | 0,9%  | 0,2%  | (X)   |

Према попису становништва из 2000. године град је имао 348.189 становника, 147.076 домаћинстава и 76.920 породица, просечна густина насељености је била 2.171 стан./km².
Према расној подели у граду живи највише афроамериканаца којих има 51,20%, друга најбројнија раса су белци којих има 43,85%, док је трећа по бројности раса азијати којих има 1,98%, и Индијанци 0,27%.

## Партнерски градови
Сент Луис је побратим или има успостављену сарадњу са следећим градовима:
- Болоња
- Богор
- Брчко
- Донегол
- Голвеј
- Лион
- Нанкинг
- Сен Луj
- Сао Луис
- Самара
- Сан Луис Потоси
- Штутгарт
- Сува
- Шчећин
- Вухан
- Јокнеам Илит
- Џорџтаун